# برونزه‌ها به اسکی می‌روند
برونزه‌ها به اسکی می‌روند (انگلیسی: French Fried Vacation 2) یک فیلم کمدی کلاسیک فرانسوی محصول ۱۹۷۹ به کارگردانی پاتریس لکونت است.